# Leptostylopsis yukiyu
Leptostylopsis yukiyu är en skalbaggsart som beskrevs av Marc Micheli 2004. Leptostylopsis yukiyu ingår i släktet Leptostylopsis och familjen långhorningar. Inga underarter finns listade i Catalogue of Life.